# Gymnocalycium mostii
Gymnocalycium mostii ist eine Pflanzenart in der Gattung Gymnocalycium aus der Familie der Kakteengewächse (Cactaceae). Das Artepitheton mostii ehrt den Pflanzensammler Carlos Most, der in Argentinien sammelte.

## Beschreibung
Gymnocalycium mostii wächst einzeln mit dunkelgrünen, abgeflacht kugelförmigen Trieben, die bei Durchmessern von bis zu 13 Zentimetern (selten bis 20 Zentimeter) Wuchshöhen von 6 bis 7 Zentimeter erreichen. Die elf bis 14 niedrigen Rippen sind tief gekerbt und deutlich in Höcker gegliedert. Die kräftigen, gebogenen Dornen sind gelblich braun und besitzen eine dunklere Spitze. Im Alter vergrauen sie. Es sind ein bis zwei Mitteldornen vorhanden, die bis zu 2 Zentimeter (selten bis zu 3 Zentimeter) lang sind. Die sieben bis elf (selten ab drei) Randdornen sind 0,6 bis 2,2 Zentimeter lang.
Die rosaroten bis weißen Blüten können einen dunkleren Schlund aufweisen. Sie erreichen eine Länge von bis zu 8 Zentimeter und weisen einen ebensolchen Durchmesser auf. Die eiförmigen Früchte sind schieferfarben bis blaugrün und erreichen einen Durchmesser von bis zu 1,5 Zentimeter und eine Länge von bis zu 2 Zentimeter.

## Verbreitung, Systematik und Gefährdung
Gymnocalycium mostii ist in der argentinischen Provinz Córdoba in den Sierras de Córdoba in Höhenlagen von 500 bis 1500 Metern verbreitet.
Die Erstbeschreibung als Echinocactus mostii erfolgte 1906 durch Max Gürke. Nathaniel Lord Britton und Joseph Nelson Rose stellten die Art 1918 in die Gattung Gymnocalycium.
In der Roten Liste gefährdeter Arten der IUCN wird die Art als „Least Concern (LC)“, d. h. als nicht gefährdet geführt.

## Nachweise